# Lista de personagens de Its Séries
Essa é uma lista de personagens do Its Séries, contém atores que integram atualmente o elenco da série, e atores que participaram do seriado precedente Its Séries 2009.

## Its Séries 2010

### Personagens principais
- Kalinka Schutel como Jaque
- Giovanna Colombi como Nathi
- Ágata Colzani como Bia
- Kyel Lima como Polenta
- Thalita Meneghim como Mel
- Jholl Bauer como Tato
- Giuseppe Fontanella como Neto

### Personagens secundários
- Beatriz Cripaldi como Manu
- Jéssica Rizzatti como Cacau
- Isadora Cecatto como Bina
- Jônatas Aimbiré como Mingau
- Clarissa Freitas como Jana
- Luísa Soares como Isadora

### Personagens recorrentes
- Diego Herrera como Lão
- Leonardo Vitor como Chico
- Vanessa Grando como Vera
- Marcelo Rocha como Caco
- Jéssica Reis como Bruna
- Leandro Batz como Pedro
- Rodrigo Lima como Alex
- Talita Custódio como Laura
- Luana Culate Louro como Maíra
- Pollyanna Sá como Ana
- Marcos Willerding como Gôba
- Marcello Trigo como Ricardo
- Marina Dias como Clara
- Artur Carrion como Caio
- Willian Ferreira como Gabriel
- Fernanda Ávilla como Drica

## Its Séries 2009

### Elenco principal
- Marcelo Silva como Marcelo - (Série 1 - Presente)

Apresentador do seriado Its. É melhor amigo de Kalinka, a quem tem como confidente dos seus problemas pessoais. Criado apenas pela mãe, desconhece que o diretor da RIC, e seu chefe é também seu pai.
- Kalinka Schutel como Kalinka - (Série 1 - Presente)

Melhor amiga de Marcelo.
- Felipe Neves como Lipe - (Série 1 - Presente)

Amigo do pessoal.
- Jônatas Aimbiré como Fábio - (Série 2 - Presente)

Primo de Lipe.

### Elenco precedente
- Isadora Cecatto representando Nanda - (Série 1), ex-namorada de Marcelo, após se mudar para Chapecó o namoro fica abalado, quando retorna a capital, Marcelo decide terminar o relacionamento por conta da distância.
- Duda Werner representando Juliana - (Série 2 - Série 4), irmã de Lipe, é revelado em "Separações" de que ela foi adotada. Aparentemente tem uma queda por Marcelo.
- Bruna Vieira representando Tati - (Série 1 - Série 4), namorada de Vitor, sofre com a vilã Perla na segunda série que faz ela terminar o seu namoro, reatando depois que descobre a farsa. Na Terceira série sofre com o assédio de Paulo, ex-namorado de sua mãe.
- Nicholas Andrade representando Marco - (Série 2 - Série 4), namora a vilã Perla
- Jerônimo Rubim representando Macarrão - (Série 1, Série 3),  primo de Marcelo, se rotula um solteiro convicto. Na primeira série ele vem de Criciúma para visitar Marcelo. Retorna na terceira série e se muda para Florianópolis em "Separações".

## Personagens Recorrentes
Durante toda a série, alguns personagens caricatos são utilizados, para dar uma versão mais profissional do assunto.
- Clóvis Meira (Psicanalista Freudiano Contemporâneo), representado por Marcelo.